# Historia badań nad fotosyntezą

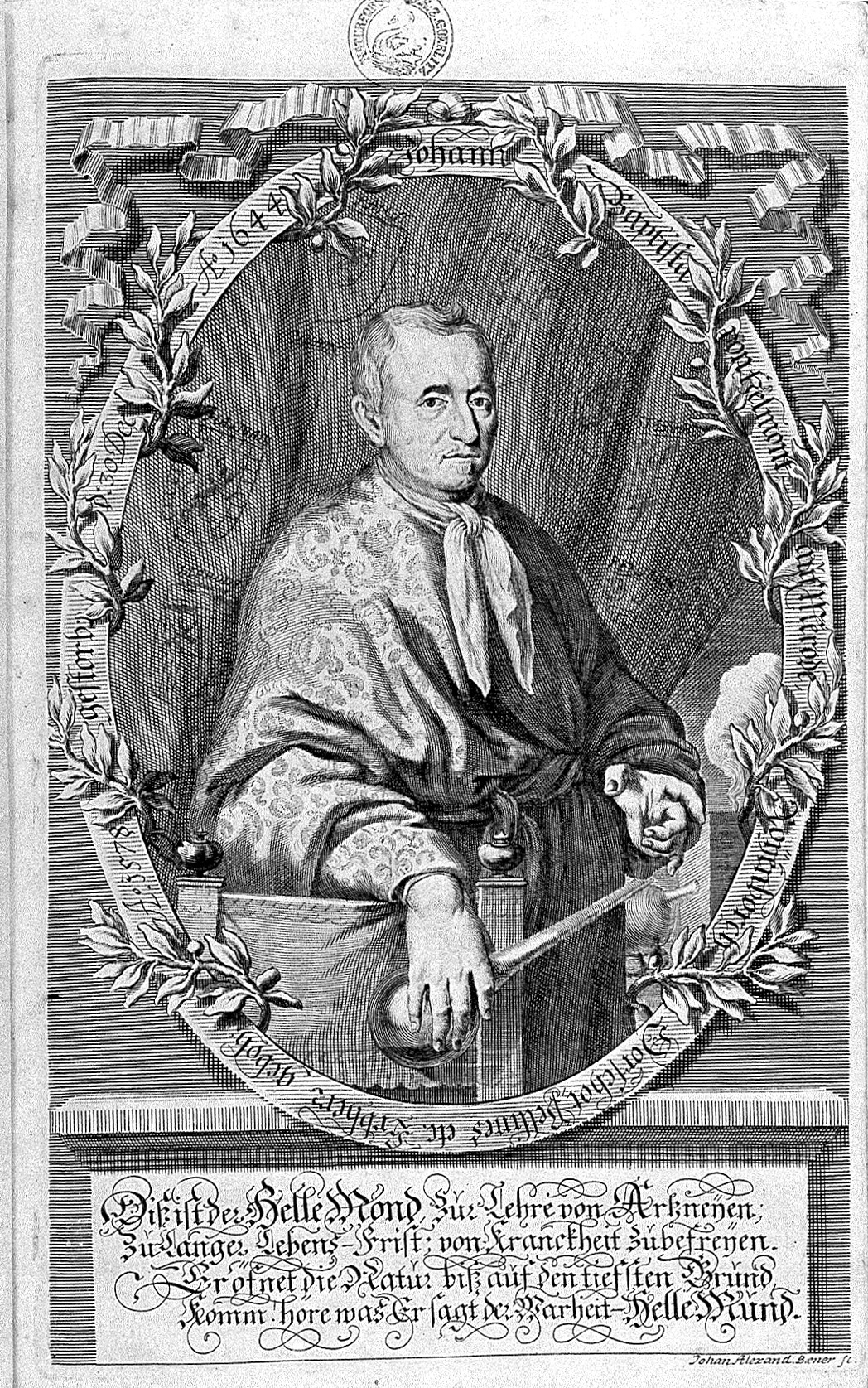
Johann Helmont

Historia badań nad fotosyntezą – część historii biologii wyróżniona na podstawie badanego procesu jakim jest fotosynteza.
- 1648 – Van Helmont stwierdził, że gaz z węgla (dwutlenek węgla) jako „innego rodzaju powietrze” [1] jest tożsamy z gazem z młodego wina. Stwierdził, że masa wierzby pochodzi bardziej z wody niż z ziemi. Jego eksperymenty powstały z dążenia do poznania związku życia, słońca, powietrza, wody i ziemi.
- 1727 – Stephen Hales wykazał, że część masy roślin pochodzi z powietrza.
- 1771 – Joseph Priestley w prostym eksperymencie udowodnił wydzielenie tlenu przez rośliny. Joseph Priestley umieścił gałązkę mięty w naczyniu z wodą pod szklanym kloszem. Powietrze pod kloszem nie powodowało gaśnięcia świecy.
- 1778 – Jan van Ingenhousz wykazał, że wydzielanie tlenu przez rośliny zależy od oświetlania.
- 1796 – Jean Senebier wykazał, że oświetlane rośliny pochłaniają dwutlenek węgla a wydzielają tlen.
- 1804 – Nicolas-Théodore de Saussure powtórzył doświadczenie Jeana Senebiera.
- 1842 – Julius Robert von Mayer wykazał, że rośliny wykorzystują energię światła do syntezy związków organicznych.
- 1883 – Theodor Wilhelm Engelmann zademonstrował, że efektywność fotosyntezy zależy od długości fali świetlnej, jaka pada na organizm[2].
- 1893 – Charles Reid Barnes zaproponował nazwę fotosynteza dla procesu syntezy związków organicznych w obecności chlorofilu i światła. Wcześniej proces redukcji dwutlenku węgla w obecności światła nazywany był asymilacją[3].
- 1931 – Cornelis Bernardus van Niel na podstawie badań fotosyntezy u bakterii siarkowych wysunął hipotezę, że tak jak siarka u bakterii siarkowych pochodzi z siarkowodoru, tak tlen u roślin pochodzi z wody.
- 1937 – Robert Hill wykazał, że izolowane chloroplasty w środowisku wodnym wydzielają tlen bez obecności dwutlenku węgla, potwierdzając doświadczalnie hipotezę van Niela.
- 1941 – Samuel Ruben i Martin David Kamen ostatecznie udowodnili pochodzenie tlenu wydzielanego w fotosyntezie z wody. W doświadczeniu zastosowali wodę znakowaną izotopem tlenu 18O. Pomiary spektrometrem masowym potwierdziły w wydzielanym podczas fotosyntezy tlenie obecność izotopu 18O.
- 1954 – Daniel Arnon wykazał, że izolowane chloroplasty są zdolne do wytwarzania ATP.
- 1957 – Robert Emerson przeprowadził doświadczenie polegające na pomiarze natężenia fotosyntezy w świetle bliskiej (671 nm) i dalekiej czerwieni (700 nm). Przy jednoczesnym oświetlaniu oboma długościami fal natężenie fotosyntezy było wyższe niż suma natężeń fotosyntezy przy długości 671 i 700 nm. Stało się to podstawą do stwierdzenia, że fotosyntezie biorą udział dwa współdziałające układy barwników. Obecność takich układów potwierdziło wykrycie fotoukładu I (PS I, P-700) o maksimum absorpcji przy 700 nm i fotoukładu II (PS II, P-680) o maksimum absorpcji przy 680 nm. Opisane przez Emersona zjawisko znane jest jako efekt Emersona.
- 1946–1953 – Melvin Calvin, Andrew Benson i James Bassham badając jednokomórkowe glony – Chlorella i Scenedesmus ustalili związki powstające w fazie ciemnej fotosyntezy i kolejność ich powstawania. Nagroda Nobla w dziedzinie chemii w roku 1961 za odkrycie tzw. cyklu Calvina.
- 1961 – Peter Dennis Mitchell wyjaśnił mechanizm syntezy ATP dzięki gradientowi elektrochemicznemu w mitochondriach i chloroplastach. Nagroda Nobla w dziedzinie chemii w roku 1978 za stworzenie chemiosmotycznej teorii Mitchella[4].
- 1966 – Marshall Davidson Hatch i Charles Roger Slack w Australii[5] i Hugo P. Kortschak na Hawajach[6] opisują rośliny, u których tylko 20% znakowanego węgla znajduje się w związkach trójwęglowych, 80% znakowanego izotopu węgla znajduje się w związkach czterowęglowych. Odkrycie prowadziło do opisania szczególnego typu fotosyntezy C4.
- 1988 – Hartmut Michel otrzymał, wraz z Robertem Huberem i Johannem Deisenhoferem, nagrodę Nobla w dziedzinie chemii za wyznaczenie trójwymiarowej struktury centrum reakcji fotosyntezy u bakterii[7].
- 1992 – Rudolph Arthur Marcus otrzymał Nagrodę Nobla w dziedzinie chemii za opis mechanizmów łańcucha transportu elektronów[8].
- 1986 – w Japonii zsekwencjonowano pełny genom chloroplastowy tytoniu[9], a w 1996 pełny genom sinicy[10].